# Дьюкс
Округ Дьюкс (англ. Dukes County) располагается в штате Массачусетс, США. Официально образован в 1695 году.
По состоянию на 2010 год, численность населения составляла 16 535 человек.

## География
По данным Бюро переписи США, общая площадь округа равняется 1271,691 км2, из которых 266,770 км2 суша и 1004,921 км2 или 79,000 % это водоёмы.

### Соседние округа
На северо-востоке граничит с округом Барнстабл, на севере с округом Плимут, на северо-западе с округом Бристол, на востоке с округом Нантакет.

## Население
По данным переписи населения 2000 года в округе проживает 14 987 жителей в составе 6 421 домашних хозяйств и 3 788 семей. Плотность населения составляет 56 человек на км2. На территории округа насчитывается 14 836 жилых строений, при плотности застройки около 55-ти строений на км2. Расовый состав населения: белые — 90,69 %, афроамериканцы — 2,40 %, коренные американцы (индейцы) — 1,71 %, азиаты — 0,46 %, гавайцы — 0,07 %, представители других рас — 1,48 %, представители двух или более рас — 3,19 %. Испаноязычные составляли 1,03 % населения независимо от расы.
В составе 28,40 % из общего числа домашних хозяйств проживают дети в возрасте до 18 лет, 45,40 % домашних хозяйств представляют собой супружеские пары проживающие вместе, 9,80 % домашних хозяйств представляют собой одиноких женщин без супруга, 41,00 % домашних хозяйств не имеют отношения к семьям, 32,00 % домашних хозяйств состоят из одного человека, 11,10 % домашних хозяйств состоят из престарелых (65 лет и старше), проживающих в одиночестве. Средний размер домашнего хозяйства составляет 2,3 человека, и средний размер семьи 2,91 человека.
Возрастной состав округа:
- 22,70 % моложе 18 лет,
- 5,50 % — от 18 до 24,
- 29,60 % — от 25 до 44,
- 27,80 % — от 45 до 64,
- 27,80 % — от 65 и старше.

Средний возраст жителя округа 41 лет. На каждые 100 женщин приходится 95,60 мужчин. На каждые 100 женщин старше 18 лет приходится 92,10 мужчин.
Средний доход на домохозяйство в округе составлял 45 559 USD, на семью — 55 018 USD. Среднестатистический заработок мужчины был 38 945 USD против 30 346 USD для женщины. Доход на душу населения составлял 26 472 USD. Около 5,00 % семей и 7,30 % общего населения находились ниже черты бедности, в том числе — 10,40 % молодёжи (тех, кому ещё не исполнилось 18 лет) и 5,30 % тех, кому было уже больше 65 лет.